# Jacques-François-Louis Le Lubois
Jacques-François-Louis Le Lubois est un religieux et homme politique français né le 28 avril 1736 à Creully (Calvados) et mort le 12 janvier 1824 à Fontenay (Manche).
Curé de Fontenay, il est député du Clergé aux états généraux de 1789 pour le bailliage de Coutances.

## Sources
- « Jacques-François-Louis Le Lubois », dans Adolphe Robert et Gaston Cougny, Dictionnaire des parlementaires français, Edgar Bourloton, 1889-1891 [détail de l’édition]